# واقعه دیر زهرانی
حادثه دیر زهرانی جریان کشته شدن ۷ نفر (سه کودک، دو زن و یک مرد) و زخمی شدن ۱۷ نفر توسط جنگنده بمب‌افکن‌های نیروی هوایی اسرائیل است که در ۴ آگوست ۱۹۹۴ در یک ساختمان دو طبقه در دیر زهرانی جنوب لبنان رخداد. در واکنش به این حادثه حزب الله لبنان موشک‌هایی به شمال اسرائیل شلیک کرد که کشته یا مجروحی در بر نداشت. 
اسرائیل بخاطر این حادثه عذرخواهی رسمی کرد ولی تاخیر در این امر باعث ایجاد حساسیت بر روی این مسئله شد. 

## منبع
- "CIVILIAN PAWNS:Laws of War Violations and the Use of Weapons on the Israel-Lebanon Border" (به انگلیسی). دیدبان حقوق بشر. مه ۱۹۹۶.

- مجید صفاتاج و دیگران، دانشنامه فلسطین، تهران: دفتر نشر فرهنگ اسلامی، ۱۳۸۰، ج۴، ص ۳۸۲، ‎ شابک ۹۶۴-۴۳۰-۷۴۹-۶